# Calisius anaemus
Calisius anaemus är en insektsart som beskrevs av Ernst Evald Bergroth 1913. Calisius anaemus ingår i släktet Calisius och familjen barkskinnbaggar. Inga underarter finns listade i Catalogue of Life.